# Fotbal Club Farul Constanța
El FC Unirea Constanța fue un club de fútbol profesional de Constanza, Rumanía. Fundado en 1920 como FC Farul Constanța, refundado en 2016 como Suporter Sport Club Farul y refundado de nuevo en 2021 como FC Unirea Constanța.
En 2021, Gheorghe Hagi, propietario y fundador de Viitorului Constanța, Gheorghe Popescu, presidente de Viitorului, y Ciprian Marica, propietario de Farul Constanța, anunciaron en una rueda de prensa que sus equipos se habían "unido". El club Viitorul de la Liga I tomó el nombre de FCV Farul Constanța , mientras que SSC Farul cambió su nombre a FC Unirea Constanța.

## Historia
En 1949 los dos clubes de fútbol de Constanza, el Dezrobirea y el PCA, se fusionaron para crear un nuevo equipo, el Locomotiva PCA Constanţa, que jugó en la Divizia B (Segunda División). Tras la liga de 1954 el equipo promocionó por primera vez a la Primera División (Divizia A) y en 1959 se cambió el nombre del equipo de Locomotiva a Farul Constanţa.
En 2016 la afición del equipo fundó un nuevo club, el "Suporter Sport Club Farul". El equipo logró ascender a la Liga II, beneficiándose del aporte del exfutbolista Ciprian Marica, quien compró la marca FC Farul y lo asoció al equipo entre 2018 y 2021.
En 2021, Ciprian Marica abandonó el proyecto, asociándose a la marca FC Farul. con el equipo de Gheorghe Hagi de la Liga I, FC Viitorul . Aunque la medida se anunció como una fusión o "unificación", habría significado que el equipo de la Liga II habría tenido que abandonar el lugar y permanecer en la Liga III sin derechos de ascenso. Dado que la llamada fusión no implicó nada más que la transferencia de la marca, el equipo de la Liga II podría continuar en ese nivel con la única condición del cambio de nombre. El equipo mantuvo a Ianis Zicu como entrenador y a todos los jugadores.
Cuando Ciprian se unió al club de la primera liga, el de la segunda liga fue transferido al empresario local Altay Nuredin. Al principio circuló el nombre de FC Marina , pero se terminó decidiendo por el nombre de FC Unirea.
Los jugadores del Unirea son jugadores del Farul que no entraron en el proyecto de la Liga I y empezaron a disputar los partidos en Techirghiol. En ese momento, los planes del club para el verano de 2022 eran cambiar el nombre del equipo a Marina Mangalia y luego mudarse a Mangalia para los partidos en casa.

### Mejores puestos del Farul Constanta en laLiga I
- en 1959-60 el 4.º puesto: Horia Ghibănescu, Nicolae Botescu, Grigore Ciuncan, Lucreţiu Florescu, Gheorghe Corneanu, Gheorghe Toma, Petre Comăniţă, Mircea Bibere, Eugen Pană, Gheorghe Datcu, Vasile Stancu, Constantin Moroianu, Ion Ciosescu, Paul Niculescu, Dumitru Sever, Iacob Olaru, Ştefan Nunu - plantilla; Iosif Lengheriu - entrenador; Foti Foti - Presidente
- en 1962-63 el 5.º puesto: Horia Ghibănescu, Constantin Manciu, Firică, Octavian Brânzei, Lucreţiu Florescu, Martin Graef, Mihai Stoica, Constantin Pleşa, Vasile Buzea, Ion Vasilescu, Nicolae Neacşu, Constantin Tâlvescu, Constantin Moroianu, Iosif Bukossy, Ion Ciosescu, Ştefan Nunu, Constantin Dinulescu, Constantin Mănescu, Ilie Ologu, Vasile Dumbravă; Augustin Botescu - entrenador; Foti Foti - Presidente
- en 1966-67 el 4.º puesto: Vasile Utu, Constantin Tâlvescu, Constantin Manciu, Marin Georgescu, Constantin Koszka, Martin Graef, Suliman Etem, Cicerone Manolache, Constantin Pleşa, Dumitru Antonescu, Ilie Ologu, Marin Tufan, Constantin Iancu, Tiberiu Kallo, Ion Zamfir, Dumitru Caraman, Iosif Bukossy, Constantin Mareş, Vasile Dumbravă - plantilla; Vintilă Mărdărescu - entrenador; Foti Foti - Presidente
- en 1969-70 el 6.º puesto: Dan Ştefănescu, Gheorghe Popa, Petre Botea, Dumitru Popescu, Dumitru Tănase, Vasile Stancu, Constantin Tâlvescu, Constantin Mareş, Dumitru Antonescu, Mihai Stoica, Constantin Koszka, Constantin Pleşa, Ilhan Mustafa, Mircea Sasu, Sorin Avram, Marin Tufan, Tiberiu Kallo, Ilie Ologu, Nicolae Constantinescu, Alexandru Badea, Dumitru Caraman; Bazil Marian - Lucreţiu Florescu, Emanoil Haşotti - Robert Cosmoc - entrenadores; E. Monacu - Presidente
- en 1993-94 el 6.º puesto: Gheorghe Niţu, Stelian Carabaş, Tiberiu Curt, Alexandru Popovici, Florian Călin, Gheorghe Barbu, Marian Dinu, Gheorghe Ciurea, Marian Popa, Cătălin Plăcintă, Dennis Şerban, Arghir, Gheorghe Butoiu, Bănică Oprea; Gheorghe Constantin, Constantin Gache, Florin Marin - entrenadores; Petre Buduru - Presidente
- en 2004-05 el 5.º puesto: George Curcă, Adrian Vlas, Ion Barbu, Răzvan Farmache, Laurenţiu Florea, Sorin Mocanu, Cosmin Paşcovici, Adrian Senin, Cristian Şchiopu, Iulian Apostol, Vasilică Cristocea, Robert Iacob, Dinu Todoran, George Uşurelu, Claudiu Voiculeţ, Mihai Baicu, Radu Doicaru, Mihai Guriţă, Liviu Mihai; Petre Grigoraş - entrenador; Gheorghe Bosânceanu - Presidente

### Hitos del club
- 1949: año de su fundación;
- 1955: primer partido en la Divizia A: Dinamo Bucureşti - Farul 1-6
- 1957: construcción del Stadionul Farul
- 1966: primera final en una copa internacional: Rapid Bucureşti - Farul 3-0, 3-5
- 1995: primera participación en la UEFA
- 1999: partido número 1000 en la Divizia A: Foresta Fălticeni - Farul 2-7
- 2005: Finales de la Copa de Rumanía: Dinamo - Farul 1-0
- 2006: Finales de la Copa Intertoto de la UEFA: AJ Auxerre - Farul 4-1 0-1

## Palmarés
- Copa de Rumanía: 
  - Finales - 2005 - 0-1 contra el Dinamo Bucureşti
- Copa de los Balcanes: 
  - Finales - 1966 - 0-2 3-3 contra el Rapid Bucureşti
- Copa Intertoto de la UEFA: 
  - Finales - 2006 - 1-4 1-0 contra el AJ Auxerre

## Participación en competiciones de la UEFA
| Temporada | Torneo             | Ronda   | Club                  | Casa | Visita | Global   |
| --------- | ------------------ | ------- | --------------------- | ---- | ------ | -------- |
| 1995      | UEFA Intertoto Cup | Grupo 8 | Bečej                 |      | 2–1    | 1° Lugar |
| 1995      | UEFA Intertoto Cup | Grupo 8 | Pogoń Szczecin        | 2–1  |        | 1° Lugar |
| 1995      | UEFA Intertoto Cup | Grupo 8 | Cannes                |      | 0–0    | 1° Lugar |
| 1995      | UEFA Intertoto Cup | Grupo 8 | Dnepr                 | 2–0  |        | 1° Lugar |
| 1995      | UEFA Intertoto Cup | 1/16    | Heerenveen            |      | 0–4    | 0–4      |
| 2006      | UEFA Intertoto Cup | 1       | FK Pobeda             | 2–0  | 2–2    | 4–2      |
| 2006      | UEFA Intertoto Cup | 2       | PFC Lokomotiv Plovdiv | 2–1  | 1–1    | 3–2      |
| 2006      | UEFA Intertoto Cup | 3       | AJ Auxerre            | 1–0  | 1–4    | 2–4      |

## Jugadores más conocidos
El jugador más famoso que ha jugado en el Farul es, por supuesto, la leyenda del fútbol rumano Gheorghe Hagi (1982-1983).
- Porteros: George Lascu, Dan Ştefănescu, Gheorghe Niţu, Cristian Munteanu, Eugen Nae George Curcă, Adrian Vlas
- Defensas: Alexandru Popovici, Dumitru Antonescu, George Drogeanu, Constantin Mareş, Dumitru Nistor, Surian Borali, Iosif Vigu, Ion Moldovan, Cristian Petcu, Cristian Abăluţă, Gabriel Vochin, Valeriu Răchită, Gheorghe Barbu, Cristian Şchiopu, Cosmin Paşcovici
- Centrocampistas: Constantin Koszka, Vasile Mănăilă, Constantin Bârbora, Gheorghe Hagi, Mihai Stere, Cristian Mustacă, Petre Buduru, Ştefan Hoffmeister, Dănuţ Moisescu, Ionuţ Bădescu, Vasilică Cristocea, Marian Aliuţă, Bănică Oprea, Bogdan Andone, Stelian Carabaş, Ianis Zicu, Adrian Senin
- Delanteros: Aurel Rădulescu, Silviu Bătrineanu, Pavel Peniu, Petre Grigoraş, Marin Tufan, Tiberiu Kallo, Ilie Ologu, Mircea Sasu, Alexandru Badea, Constantin Mărculescu, Dumitru Caraman, Emanoil Haşotti, Constantin Iancu, Marian Popa, Bogdan Mara, Cicerone Manolache, Gheorghe Butoiu, Liviu Mihai, Ioan Ciosescu, Mihai Guriţă, Tibor Moldovan

## Personalidades

### Equipo de gobierno
- Presidente:  Gheorghe Popescu
- Vicepresidente:  Tiberiu Curt
- Presidente de honor:  Marios N. Lefkaritis
- Director general:  Cristian Bivolaru
- Director ejecutivo:  Cristiana Pariza
- Director de marketing:
- Director jurídico:
- Enlace de prensa:

### Administración
- Mánager:  Lucian Marinof
- Director técnico:  Cristian Cămui
- Primer ayudante del Mánager:  Cristian Mustacă
- Segundo ayudante del Mánager:  Cristian Cămui
- Entrenador de porteros:  Ion Răuţă
- Médico:  Liviu Muja
- Entrenador:  Gheorghe Avram
- Masajistas:  Paul Ciocănescu,  Valentin Constantin
- Segundo entrenador:  Lucian Marinof

### Personal de la cantera
- Mánager de la cantera:  Petre Comăniţă
- Entrenadores: Vasile Mănăilă, Mugur Corlăţeanu, Marian Florea, Gheorghe Butoiu, Eugen Savoilă, Mihai Turcu, Constantin Mareş, Ionel Melenco, Sevastian Iovănescu, Constantin Gârjoabă